# Madura fuscoclavata
Madura fuscoclavata är en insektsart som beskrevs av Carl Stål 1868. Madura fuscoclavata ingår i släktet Madura och familjen bredkantskinnbaggar. Inga underarter finns listade i Catalogue of Life.